# Křížová cesta (Miličín)
Křížová cesta v Miličíně na Benešovsku začíná za miličínským hřbitovem na severozápadním okraji obce a vede na vrch Kalvárii (do roku 1740 Holý či Vysoký vrch) s vyhlídkou.

## Historie
Křížová cesta vznikla roku 1796. Tvoří ji čtrnáct kamenných plochých sloupků na podstavci. V čelní stěně je mělká nika s pašijovým obrázkem. Zastavení jsou zastřešena kamennou stříškou, na jejímž vrcholu je křížek.
Křížovou cestu tvořily od roku 1814 do roku 1914 kamenné kříže. Nynější kamenné kapličky s obrazy pochází z roku 1914 a původní kříže jsou nepravidelně rozmístěny v okolí Miličína. Malby jednotlivých zastavení byly obnoveny v roce 2006. Ku příležitosti stého výročí obnovy křížové cesty z roku 1914 byla vydána v roce 2014 publikace Kalvárie u Miličína, kterou vydala obec Miličín ve spolupráci s Vlastivědným klubem Votice.
Cesta vede ke kapli Utrpení Kristova, postavené roku 1748. Kaple roku 1897 po zásahu bleskem vyhořela a ještě téhož roku byla opravena. V letech 1996 a 1998 byla opravena střecha, fasáda a vnitřní výmalba.
Kaple je chráněna jako Kulturní památka.
Na svátek Povýšení svatého Kříže (14. září) se zde zpravidla koná pobožnost křížové cesty, která bývá zakončena bohoslužbou u kaple.